# مرعى حر

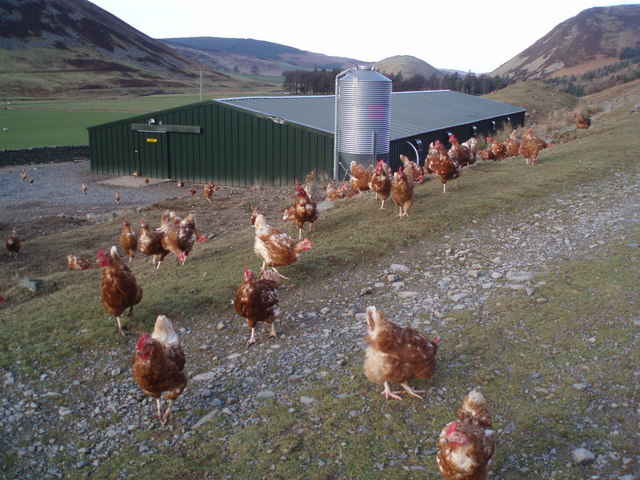
دجاجات في المرعى الحر في اسكتلندا

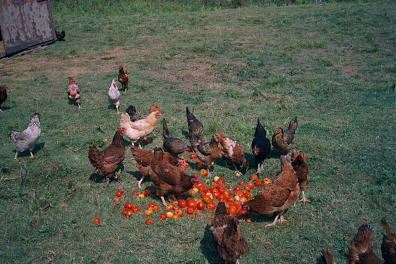
سرب صغير من الدجاج يأكل بمرعى حر

المرعى الحر أو المسرح، هو طريقة لتربية الحيوان ضمن المزرعة، حيث تتجول الحيوانات بشكل حر بالخارج في أغلب الوقت من اليوم، بدلا من حبسها طوال اليوم في مساحات ضيقة. تضع معظم المزارع سياجا حول منطقة التجوال مما يجعل الحيوانات مطوقة، تمنح المراعي الحرة فرصة جيدة للحركة والتعرض لأشعة الشمس على عكس أنظمة السكن الداخلي التي تعتمد على الإضاءة الاصطناعية. يمكن توظيف المراعي الحرة لإنتاج البيض واللحم والحليب.
هناك حمية تعتمد على أكل اللحوم من مصادر المراعي الحرة فقط وهي نوع من حمية شبه نباتي.
في تربية المواشي، يسمح للحيوانات الزراعية بالتجول بدون وضع سياج. يعتبر أسلوب المرعى الحر شائعا في البلدان التي تعتمد على الاقتصاد الزراعي.

## تاريخ

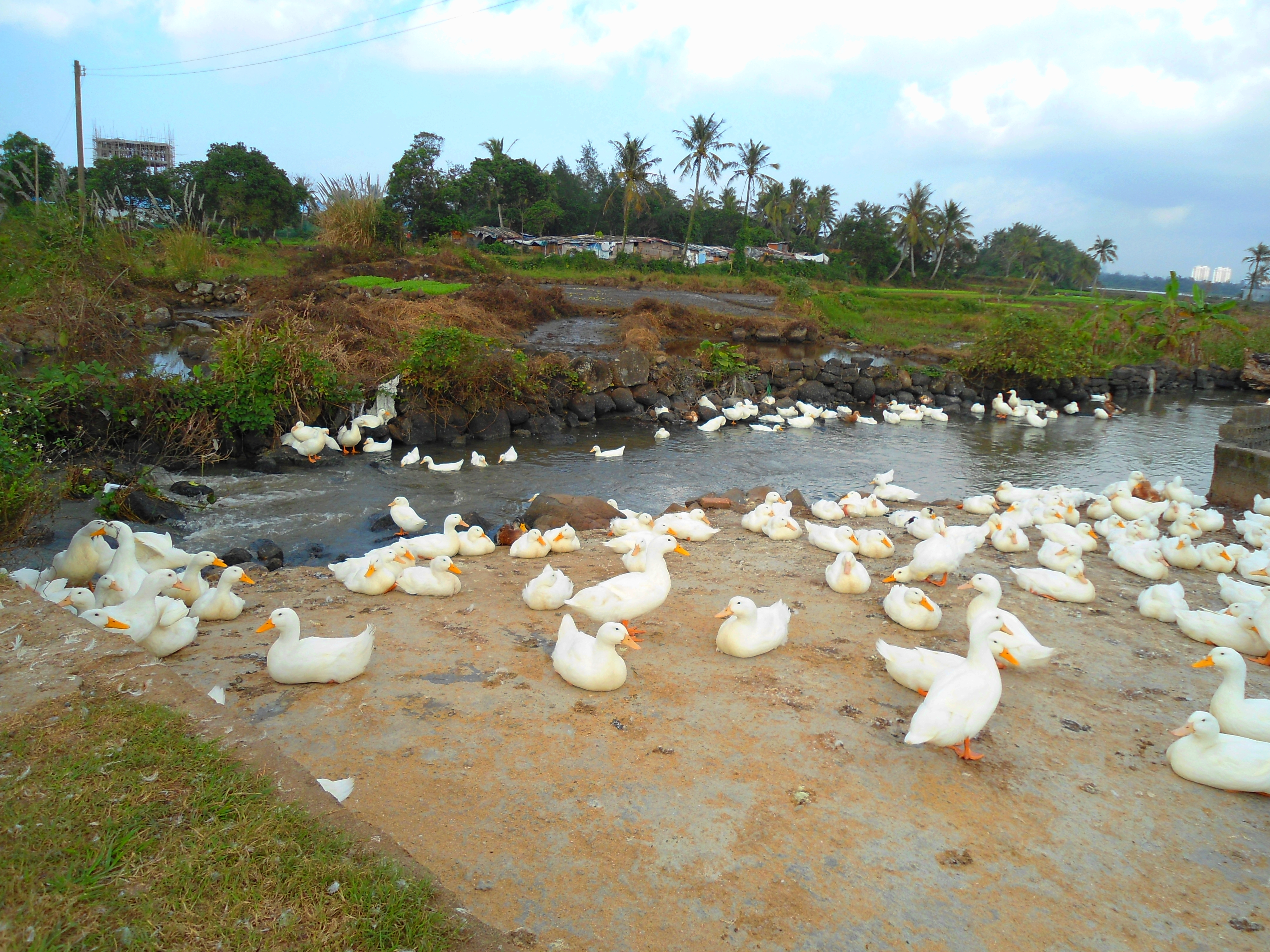
بط في مرعى حر مقاطعة هاينان، الصين

كان المرعى الحر وسيلة نموذجية لتربية الحيوانات قبل اختراع السلك الشائك. سبب الفهم الضعيف حول التغذية والأمراض قبل القرن العشرين صعوبة تربية العديد من الحيوانات الزراعية بدون السماح لهم بتناول غذاء متنوع، والجهد من إبقاء الحيوانات محجوزة وجلب كل طعامها.
كان المرعى الحر هو المسيطر في حالة تربية الدواجن، حتى اكتشاف فيتامين أ وفيتامين د في عشرينيات القرن الماضي، والذي سمح بتجربة حجز الحيوانات بشكل ناجح على المستوى التجاري. قبل ذلك، كان ضوء الشمس والغذاء الأخضر ضروريين لتوفير المحتوى الفيتاميني المطلوب. كانت تربى بعض الأسراب التجارية الكبيرة على المرعى في خمسينيات القرن الماضي. أدى العلم التغذوي إلى زيادة حجز الحيوانات الزراعية.

## الولايات المتحدة الأمريكية
بحسب قوانين وزارة الزراعة الأمريكية، يكون نظام المرعى الحر مقصور على تربية الدواجن وتذكر بأن الحيوانات مسموح لها بالتجول خارجا. لاتحدد القوانين الأمريكية مساحة الأرض أو كمية الوقت التي يقضيها الحيوان فيها.

يستعمل «مرعى حر» كمصطلح تسويقي أكثر من مصطلح تربية الحيوانات، يُقصد به في بعض الأحيان نظام «تكدس ذو كثافة قليلة»، «التربية بالمراعي»، «التغذية بالعشب»، «طريقة تقليدية»، «تربية إنسانية».

### دواجن المرعى الحر

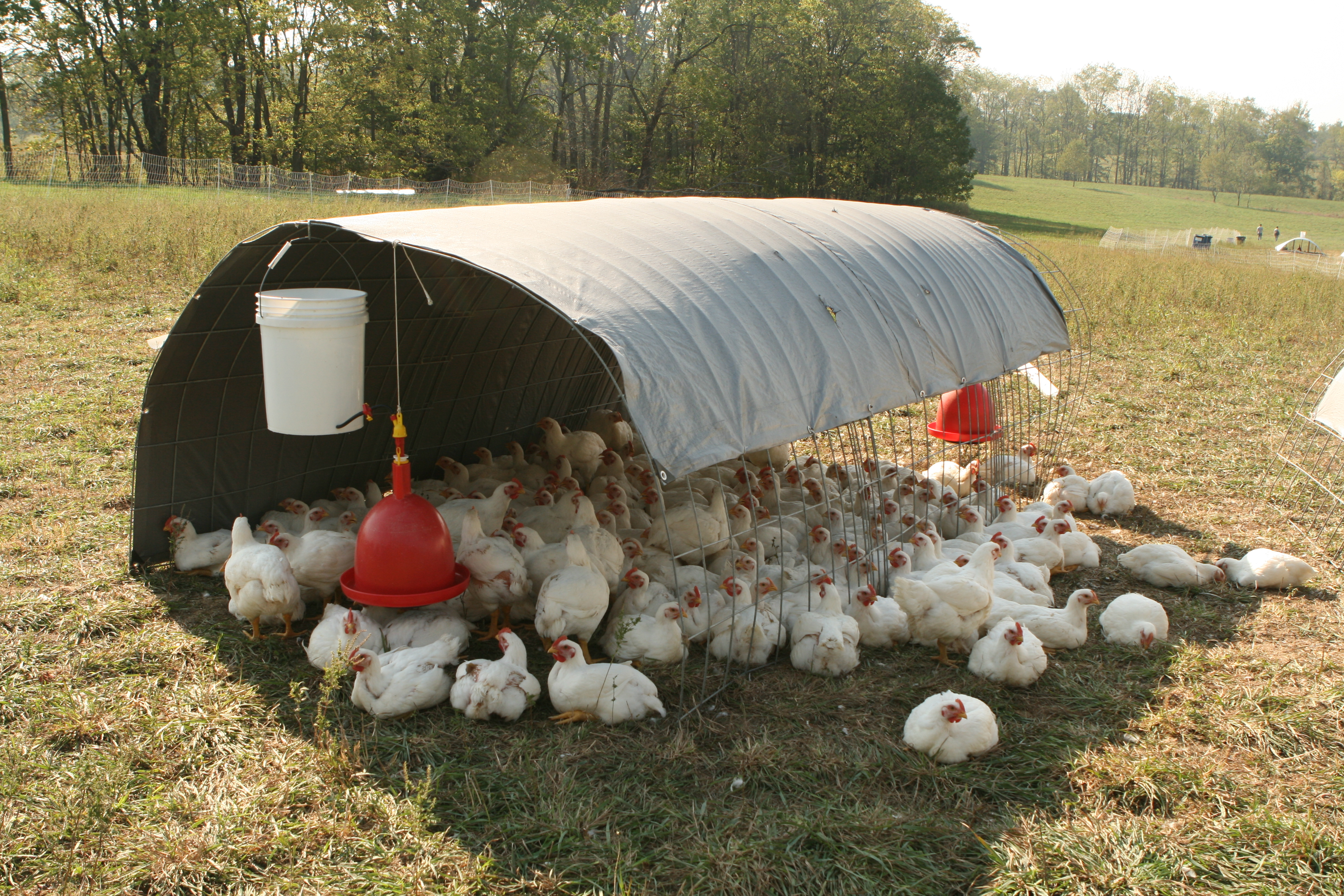
دجاج اللحم تحت غطاء في مزرعة بالولايات المتحدة

يُخلط في تربية الدواجن في المرعى الحر والتربية في الساحة وتعني إبقاء الدواجن في ساحة مسيجة. يربى الدجاج في ساحة بدون أرضية في قن متحرك وتملك بعض فوائد طريقة المرعى الحر، في الواقع، تشترك هذه الطرق قليلا مع طريقة المرعى الحر. تمنع التربية في المرعى الحر الهجومات بين الدواجن بشكل فعال أكثر من الطرق الأخرى بسبب إعطاء الدواجن مجال عشبي جيد. 
تطلب وزارة الزراعة الأمريكية ومصلحة التفتيش وسلامة الغذاء من مربو دجاج اللحم بالسماح لهم بالتجوال خارجا للاستفادة من ميزات المرعى الحر. ليس من الضروري أن يتجولون في مرعى أخضر، من الممكن أن تتجول في أرض حصباء أو ترابية.